# Ophiuche castricalis
Ophiuche castricalis là một loài bướm đêm trong họ Erebidae.